# 延慶 (西遼)
延慶（1124年二月—1133年）是西辽君主辽德宗耶律大石的年號，共計10年。
元代史籍《遼史》以1124年二月為改元延慶之年，計10年。錢大昕考訂認為乙巳年（1125年，保大五年）改元延慶，至丁未年（1127年）止，計3年。汪遠孫考訂認為甲辰年（1124年）改元延慶，至癸丑年（1133年）止，計10年。近代學者如紀安宗、魏良弢等人認為在1132年改元延慶，計3年。，余大鈞、柴平等人認為在1131年改元延慶，計4年。然据苗润博等学者之考证，耶律大石1124年2月离开天祚帝北走、同年秋到达可敦城、最迟于1124年9月已经称王改元。《辽史》采其出走的2月为纪年的开始。

## 紀年對照表
| 延慶 | 元年   | 二年   | 三年   | 四年   | 五年   | 六年   | 七年   | 八年   | 九年   | 十年   |
| ---- | ------ | ------ | ------ | ------ | ------ | ------ | ------ | ------ | ------ | ------ |
| 公元 | 1124年 | 1125年 | 1126年 | 1127年 | 1128年 | 1129年 | 1130年 | 1131年 | 1132年 | 1133年 |
| 干支 | 甲辰   | 乙巳   | 丙午   | 丁未   | 戊申   | 己酉   | 庚戌   | 辛亥   | 壬子   | 癸丑   |

## 同期存在的其他政权年号
- 中國
  - 宣和（1119年－1125年）：宋—宋徽宗趙佶、宋欽宗趙桓之年號
  - 靖康（1126年－1127年）：宋—宋欽宗趙桓之年號
  - 建炎（1127年－1130年）：宋—宋高宗趙構之年號
  - 明受（1129年）：宋—元懿太子赵旉之年號
  - 紹興（1131年－1162年）：宋—宋高宗趙構之年號
  - 阜昌（1130年－1137年）：南宋時期—劉豫之年號
  - 天載（1130年）：南宋時期—鍾相之年號
  - 正法：南宋時期—李合戎、雷進之年號
  - 人知：南宋時期—雷進之年號
  - 太平：南宋時期—李婆備之年號
  - 大聖天王（1133年－1135年）：南宋時期—杨幺之年號
  - 保大（1121年－1125年）：遼—遼天祚帝耶律延禧之年號
  - 天會（1123年－1137年）：金—金太宗吳乞買、金熙宗完颜亶之年號
  - 元德（1119年－1127年）：西夏—夏崇宗李乾順之年號
  - 正德（1127年－1134年）：西夏—夏崇宗李乾順之年號
  - 嘉永（1122年－1128年）：大理—段正嚴之年號
  - 保天（1129年－1137年）：大理—段正嚴之年號
- 越南
  - 天符睿武（1120年－1126年）：李朝—李乾德之年號
  - 天符慶壽（1127年）：李朝—李乾德之年號
  - 天順（1128年－1132年）：李朝—李陽煥之年號
  - 天彰寶嗣（1133年－1138年）：李朝—李陽煥之年號
- 日本
  - 天治（1124年－1126年）：崇德天皇之年号
  - 大治（1126年－1131年）：崇德天皇之年号
  - 天承（1131年－1132年）：崇德天皇之年号
  - 長承（1132年－1135年）：崇德天皇之年号

## 參看
- 中國年號索引
- 其他政权使用的延庆年号

## 深入閱讀
- 李崇智. . 北京: 中華書局. 2004年12月. ISBN 7101025129.
- 鄧洪波. . 臺北: 國立臺灣大學東亞經典與文化研究計劃. 2005年3月  [2021-11-28]. ISBN 9789860005189. （原始内容 (pdf)存档于2007-08-25）.
- 紀安宗. . 烏魯木齊: 新疆人民出版社. 1996年8月. ISBN 7228039904.
- 余大鈞.  遼金史論集第1輯. 上海: 上海古籍出版社. 1987年5月. ISSN 11186926.
- 魏良弢. . 銀川: 寧夏人民出版社. 1987年11月. ISBN 7227000443.
- 柴平.  歷史研究1994年6期. 内蒙古包头: 包頭師範專科學校. 1994年. ISSN 04591909.

| 前一年號： 辽朝：保大 | 西辽年号 | 下一年號： 康國 |